# دوربین کلر
دوربین کلِر (به فرانسوی: La caméra de Claire) فیلمی در ژانر درام به کارگردانی هونگ سانگ سو است که در سال ۲۰۱۷ منتشر خواهد شد. این فیلم برای اکران در بخش نمایش‌های ویژه هفتادمین جشنواره فیلم کن انتخاب شد.

## بازیگران
- ایزابل هوپر
- کیم مین-هی
- جونگ جین یونگ
- چانگ می-هی